# マーシャル郡 (オクラホマ州)
マーシャル郡 (英: Marshall County) はアメリカ合衆国オクラホマ州に位置する郡である。2000年現在、人口は13,184人である。郡庁所在地はMadillである。

## 地理
アメリカ合衆国統計局によると、この郡は総面積1,106 km2 (427 mi2) である。このうち961 km2 (371 mi2) が陸地で145 km2 (56 mi2) が水面である。総面積の13.08%が水面となっている。

### 隣接する郡
- ジョンストン郡 (北)
- ブライアン郡 (東)
- テキサス州グレイソン郡(Grayson County) (南)
- ラブ郡 (西)
- カーター郡 (北西)

## 人口動勢

2000年国勢調査に基づくマーシャル郡の人口ピラミッド

2000年現在の国勢調査で、この郡は人口13,184人、5,371世帯、及び3,802家族が暮らしている。人口密度は14/km2 (36/mi2) である。9/km2 (23/mi2) の平均的な密度に8,517軒の住宅が建っている。この郡の人種的な構成は白人77.99%、アフリカン・アメリカン1.84%、先住民9.10%、アジア0.19%、太平洋諸島系0.01%、その他の人種6.17%、及び混血4.71%である。ここの人口の8.60%はヒスパニックまたはラテン系である。
この郡内の住民は23.50%が18歳未満の未成年、18歳以上24歳以下が7.50%、25歳以上44歳以下が24.10%、45歳以上64歳以下が25.50%、及び65歳以上が19.50%にわたっている。中央値年齢は41歳である。女性100人ごとに対して男性は96.50人である。18歳以上の女性100人ごとに対して男性は93.60人である。
この郡内の世帯ごとの平均的な収入は26,437米ドルであり、家族ごとの平均的な収入は31,825米ドルである。男性は25,201米ドルに対して女性は19,932米ドルの平均的な収入がある。この郡の一人当たりの収入 (per capita income) は14,982米ドルである。人口の17.90%及び家族の13.50%は貧困線以下である。全人口のうち18歳未満の24.10%及び65歳以上の15.30%は貧困線以下の生活を送っている。

## 都市及び町
- キングストン
- Madill
- オークランド
- ウッドビル